# Lycaena heteronea
Espèce
Lycaena heteronea est une espèce d'insectes lépidoptères (papillons) de la famille des Lycaenidae et de la sous-famille des Lycaeninae.

## Dénomination
Lycaena  heteronea a été nommé par Jean-Baptiste Alphonse Dechauffour de Boisduval en 1852.
Synonymes : Lycaena heteronea Boisduval, 1852; Cupido heteronea ; Dyar, 1903.

### Noms vernaculaires
Lycaena heteronea se nomme Blue Copper en anglais.

### Sous-espèce
Lycaena  heteronea clara H. Edwards, [1880].

## Description
Lycaena  heteronea est un petit papillon (d'une envergure de 26 à 35 mm) qui présente un dimorphisme sexuel. Le dessus des ailes du mâle est bleu clair marqué de veines noires. Celui de la femelle est ocré grisé à reflets et orné de taches noires disposées en lignes médianes aux antérieures et aux postérieures.
Le revers est blanc à jaune pâle marqué de points noirs,.

### Chenille
La chenille, de couleur vert pâle, est ornée de lignes blanches et recouverte d'une pubescence blanche.

## Biologie

### Période de vol et hivernage
Il vole en une génération entre avril et aout suivant son lieu de résidence, avril à juillet en Colombie-Britannique, juillet août dans ses rares lieux de résidence en Alberta,.

### Plantes hôtes
Ses plants hôte sont des Polygonaceae, des Eriogonum , Eriogonum fasciculatum, Eriogonum latifolium, Eriogonum microthecum, Eriogonum nudum, Eriogonum umbellatum ,.

## Écologie et distribution
Lycaena  heteronea est présent en Amérique du Nord, au Canada dans le sud de la Colombie-Britannique et le sud-ouest de l'Alberta et dans tout l'ouest des États-Unis depuis l'ouest du Montana, le Wyoming, le Colorado, jusqu'au centre de la Californie, le nord de l'Arizona et le nord-est du Nouveau-Mexique,.

### Biotope
Il réside dans les forêts claires et en montagne.

### Protection
Pas de statut de protection particulier, mais la sous-espèce Lycaena  heteronea clara doit être protégée dans le sud de la Californie où elle est rare.